# Vervant (Charente-Maritime)
Vervant település Franciaországban, Charente-Maritime megyében. Lakosainak száma 244 fő (2022. január 1.). Vervant Antezant-la-Chapelle, Courcelles, Les Églises-d’Argenteuil és Poursay-Garnaud községekkel határos.

## Népesség
A település népessége az elmúlt években az alábbi módon változott:
| Lakosok száma | 185  | 201  | 175  | 203  | 236  | 241  | 238  | 235  | 236  | 244  |
|               | 1968 | 1982 | 1990 | 2006 | 2013 | 2015 | 2017 | 2019 | 2020 | 2022 |